# Euproctis rufopunctata
Euproctis rufopunctata är en fjärilsart som beskrevs av Walker 1862. Euproctis rufopunctata ingår i släktet Euproctis och familjen tofsspinnare. Inga underarter finns listade i Catalogue of Life.